# Route 14 (Uruguay)
Pour les articles homonymes, voir Route 14.
La route 14 (espagnol : ruta 14) est l'une des routes nationales de l'Uruguay. Elle traverse le pays d'ouest en est en passant par les départements de Soriano, Flores, Florida, Durazno, Lavalleja et Rocha
Par la loi 15497 du 9 décembre 1983, cette route a été désignée sous le nom du « Brigadier General Venancio Flores ». 

## Parcours
Cette route a un tracé discontinu de 481 km, divisé en sept sections.
Le premier tronçon part de la ville de Mercedes et va du kilomètre 0 au kilomètre 124 500 (numéroté dans le sens ouest-est), en traversant les départements de Soriano et Flores, jusqu'à la route 3, à l'ouest de la ville de Trinidad.
Le deuxième tronçon commence dans la zone orientale de la ville de Trinidad et se termine au sud de la ville de Durazno (jonction avec la route 5), ce tronçon va du km 138 500 au km 178 (numéroté dans le sens ouest-est).
Le troisième tronçon commence au nord de la ville de Durazno, à la jonction avec la route 5, et traverse le département de Durazno en direction ouest-est, pour terminer son parcours à la jonction avec la route 6, dans la ville de Sarandí del Yí. Ce tronçon va du km 183 au km 274.
La quatrième section est comprise entre les routes 6 et 7 dans le département de Florida et correspond au réseau départemental, n'ayant pas de kilométrage déterminé. Il s'agit d'un tronçon de 46,5 km.
Le cinquième tronçon va de la ville de José Batlle y Ordóñez à la route 8, faisant partie du réseau départemental, avec un total de 64,5 km, et traversant le nord du département de Lavalleja.
Le sixième tronçon commence dans la ville de Varela, et se termine dans la ville de Lascano (département de Rocha), mais son kilométrage est inversé (direction est-ouest), et va du km 259 au km 299.
Enfin, le septième tronçon commence au sud de la ville de Lascano, et présente jusqu'à l'arroyo Coronilla les caractéristiques de la route départementale, le kilométrage est repris au km 458, jusqu'à son point final au km 505, à la jonction avec la route 9. 